# Bōjutsu

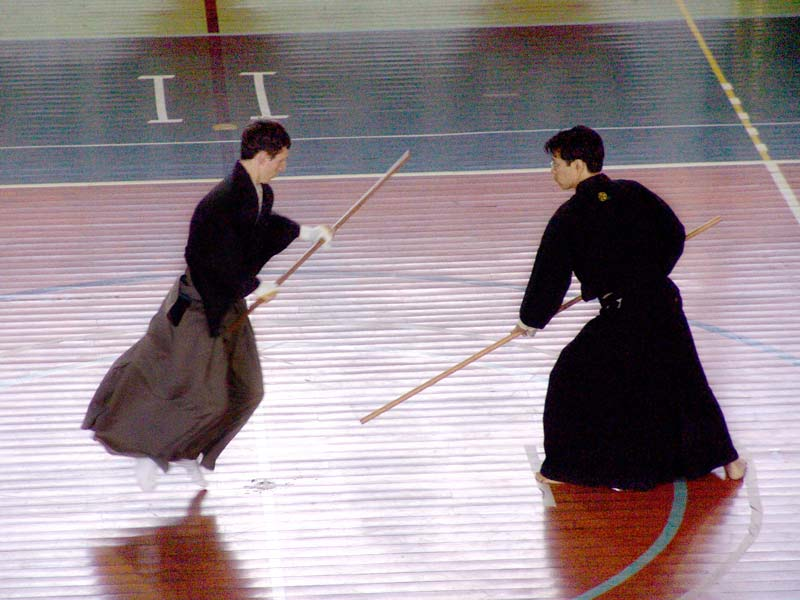
Bōjutsu

Die Kobudō-Disziplin Bōjutsu [boːdʑɯtsɯ] (japanisch 棒術 ‚Stabtechnik(en)‘) ist die Kunst des Kampfes mit dem Bō (1,82 m langer Stock), auf Okinawa auch „Kon“ oder „Kun“ genannt. Diese Disziplin umfasst alle Varianten des Stockes, wie etwa auch Rokushakubo („6-Fuß-Stock“, 182 cm lang), den Hanbō (halber Bō) oder den Jō (121 cm lang). Der Bō gilt in vielen asiatischen Kampfkünsten, wie z. B. dem Kobujutsu, Karate-Dō, Aikidō, Iaidō, Jiu Jitsu oder dem Ninjutsu als Sekundärwaffe, wird also als Einstiegswaffe oder als Ergänzung zum Training eingesetzt.

## Geschichte
Die Verwendung eines Stockes als Waffe oder als Werkzeug ist wahrscheinlich so alt wie die Menschheit und kann auf allen Kontinenten und in allen Kulturen der Erde gefunden werden. Das erste bekannte Kampfsystem mit dem Langstock entwickelte sich in China, von wo aus es nach Okinawa gelangte. Dort entstanden die ersten Kata des Bōjutsu. In vietnamesischen Kampfkünsten wird die Bezeichnung „Con“ verwendet. Im chinesischen Wushu findet eine Variante mit dem Namen „Gun“ Anwendung. Dieser Stock ist jedoch an einem Ende dünner als am anderen Ende.
Oyakei Akahachi, Higa Matsu, Aburaya und Sakugawa waren die ersten japanischen Großmeister im Bōjutsu des 18. Jahrhunderts. Ende des 19. Jahrhunderts wurde das Masakatsu Bōjutsu von Ueshiba Morihei, dem Gründer des Aikidō, entwickelt. Das Ryukyu Kobujutsu wurde von Taira Shinken im 20. Jahrhundert systematisiert.

## Aktuell

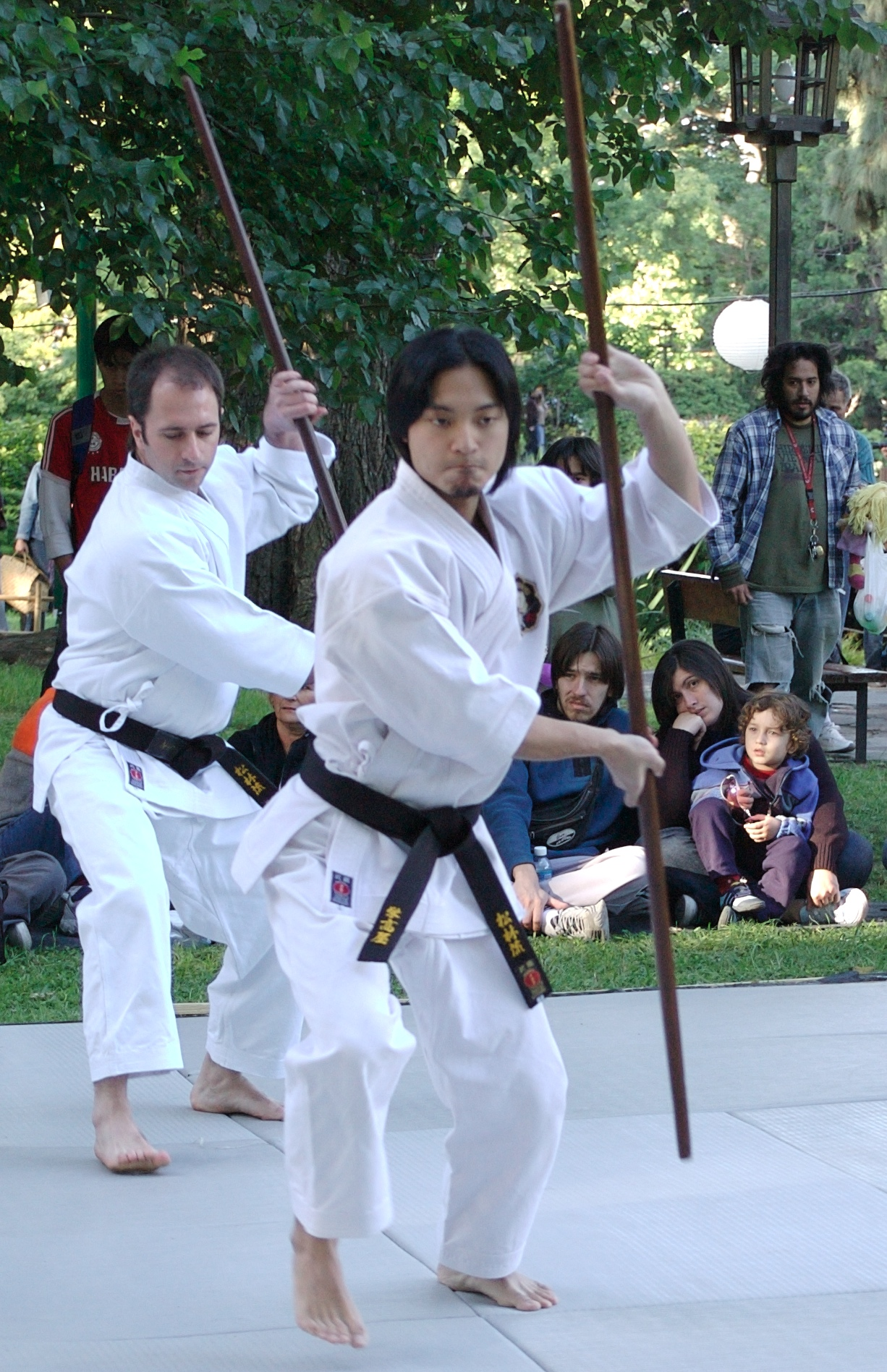
Bōjutsu

Heutzutage wird das Bōjutsu als Disziplin im Kobudō bzw. Kobujutsu geführt. Der Bō stellt die erste, wichtigste und grundlegende Waffe im Ryukyu Kobujutsu dar. Allein auf den Bō entfallen 19 von 42 Kobujutsu-Kata.
Das Bōjutsu als Teildisziplin des Ryūkyū Kobujutsu Hōzon Shinkōkai geht auf Taira Shinken zurück. Er wurde am 12. Juni 1897 in dem Dorf Nakazato auf der Insel Kumejima geboren. Offiziell ist er unter dem Namen Maezato Shinken registriert, an welchen noch einige Kata-Namen erinnern. Er selbst verwendete aber meist den Geburtsnamen seiner Mutter, Taira. 1940, nach dem Tod Yakibu Modens, kehrte er nach Okinawa zurück und gründete den Ryūkyū Kobujutsu Hōzon Shinkōkai in Naha als Nachfolgeorganisation zu Yakibu Modens Ryūkyū Kobujutsu Kenkyū Kai. In den frühen 1960ern veröffentlichte er sein erstes Buch, um Kobujutsu bekannter zu machen. Der Titel ist Ryukyu Kobudo Taiken. In den folgenden Jahren stellte er eine Ausbildungs- und Prüfungsordnung auf, an der Motokatsu „Gansho“ Inoue maßgeblich beteiligt war. Kisho Inoue wurde am 30. Oktober 1954 in Shizuoka, Japan, geboren und begann sein Training als Kind bei seinem Vater Motokatsu Inoue. Kisho Inoue setzt sich bis heute für die Pflege und den Erhalt der alten Waffenkünste ein und organisiert die weltweite Verbreitung durch Lehrgänge.